# Tatakamotonga
Tatakamotonga è un distretto delle Tonga della divisione di Tongatapu con 7 216 abitanti (censimento 2021).

## Località
Di seguito l'elenco dei villaggi del distretto:
- Tatakamotonga - 1 857 abitanti
- Holonga - 520 abitanti
- Pelehake - 877 abitanti
- Fua'amotu - 1 675 abitanti
- Nakolo - 408 abitanti
- Ha'asini - 897 abitanti
- Lavengatonga - 360 abitanti
- Haveluliku - 212 abitanti
- Fatumu - 410 abitanti